# District Council of Yankalilla
Yankalilla är en region i Australien. Den ligger i delstaten South Australia, omkring 67 kilometer söder om delstatshuvudstaden Adelaide. Antalet invånare är 4 556.
Följande samhällen finns i Yankalilla:
- Normanville
- Yankalilla
- Myponga
- Inman Valley
- Cape Jervis
- Delamere
- Second Valley

Trakten runt Yankalilla består till största delen av jordbruksmark. Runt Yankalilla är det mycket glesbefolkat, med 4 invånare per kvadratkilometer. Genomsnittlig årsnederbörd är 863 millimeter. Den regnigaste månaden är juni, med i genomsnitt 172 mm nederbörd, och den torraste är januari, med 24 mm nederbörd.